# Экологические расы гнездовых паразитов
Экологические расы или биологические расы, реже биологические линии — это группы (или эволюционные линии) особей гнездового паразита, имеющие связи со специфическим видом-воспитателем. Их принято выделять при изучении гнездового паразитизма. Гнездовые паразиты, такие как кукушки, которые используют сразу несколько видов-воспитателей, для выкармливания своих птенцов, делятся на различные группы или линии, связанные с конкретным видом-воспитателем. Такая специализация позволяет гнездовым паразитам откладывать яйца, которые в некоторых случаях могут имитировать яйца хозяев, что  увеличивает шансы того, что подброшенное яйцо не будет опознано и выброшено потенциальными воспитателями.
Точные механизмы эволюции и поддержания экологических рас обыкновенной кукушки всё ещё являются предметом продолжающихся исследований. Тем не менее, считается, что в обыкновенных кукушек признаки, определяющие окраску яйца сцеплены с полом и находятся в W-хромосоме, имеющейся только у самки. Самцы кукушки, которые, как и все самцы птиц, не имеют W-хромосомы, способны к спариванию самками любой экологической расы, и тем самым обеспечивают единство обыкновенных кукушек, в качестве одного биологического вида. Это иной случай нежели у других гнездовых паразитов, например, таких как коровьи трупиалы, где и самцы, и самки запечатлевают их предпочитаемого хозяина. Что в дальнейшем приводит к видообразованию, например, как у вдовушек, которые, как предлагается, имеют более недавнее эволюционное происхождение, чем их хозяева.

### Различные подходы к определению понятия «экологическая раса»
По мнению А. С. Мальчевского «генетические „расы“ кукушек представляют собой группу самок, различающихся цветом и раскраской откладываемых яиц». Дав такое определение, Мальчевский подчеркивает, что так как, например, «биологическая раса, откладывающая голубые яйца, может <…> паразитировать не только на горихвостках, но и на целом ряде других видов птиц, имеющих того же цвета яйца. Таким образом, сопряженной эволюции гнездового паразита с каким-либо одним определённым видом певчей птицы в природе, видимо, не бывает». Исходя из принятого определения, Мальческий отмечает, что зарянка в противоположность горихвостке-лысушке оказалась способной воспитывать кукушат, принадлежащих разным биологическим «расам» <…> с яйцами <…> «горихвосточьего», «зябличьего», «камышёвочного» и «конькового» типов.
А. Д. Нумеров указывает, что «выделение экологических рас следует проводить по виду-воспитателю, так как именно с ним у гнездового паразиты устанавливается временная связь через механизмы импринтинга». Ниже он подчеркивает, что «именно по „хозяину“, а не по морфологии, принято выделение экологических рас у паразитических беспозвоночных».

Яйца обыкновенной кукушки в кладках различных воробьиных Западной Европы (единый масштаб не соблюдён).
Не мимикрирующее яйцо кукушки (слева) в кладке крапивника
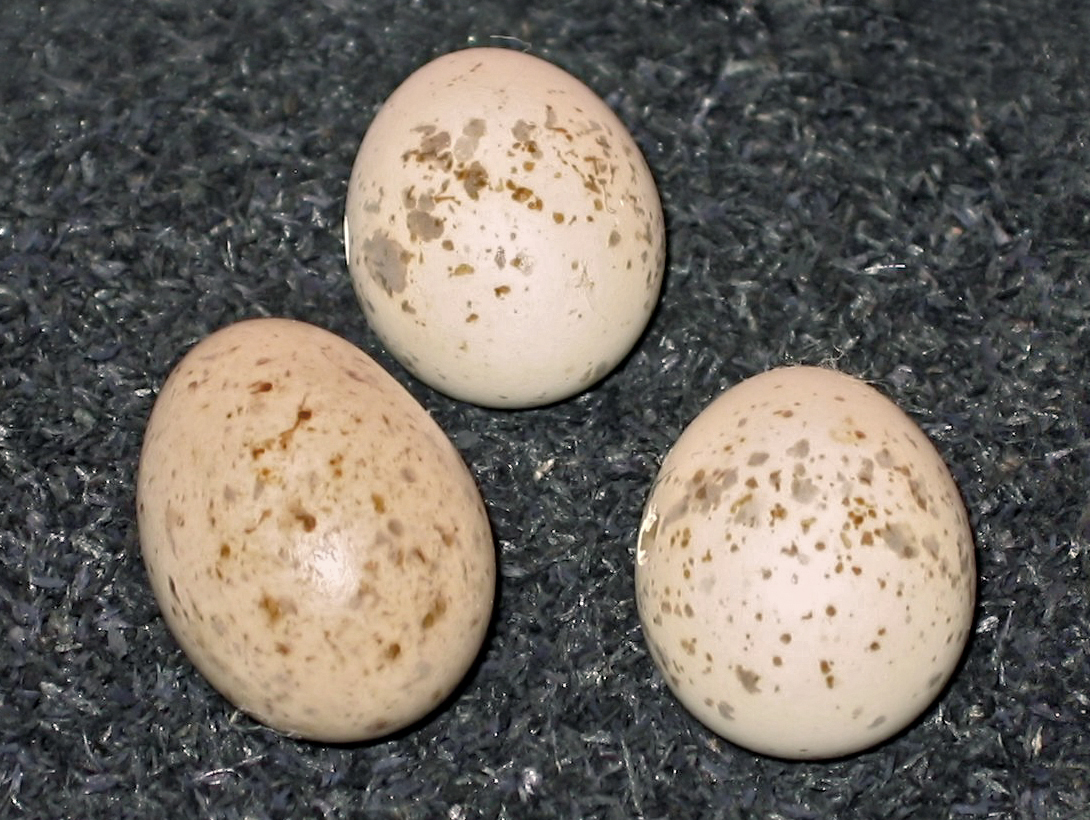
Кукушка (слева) и сорокопут-жулан
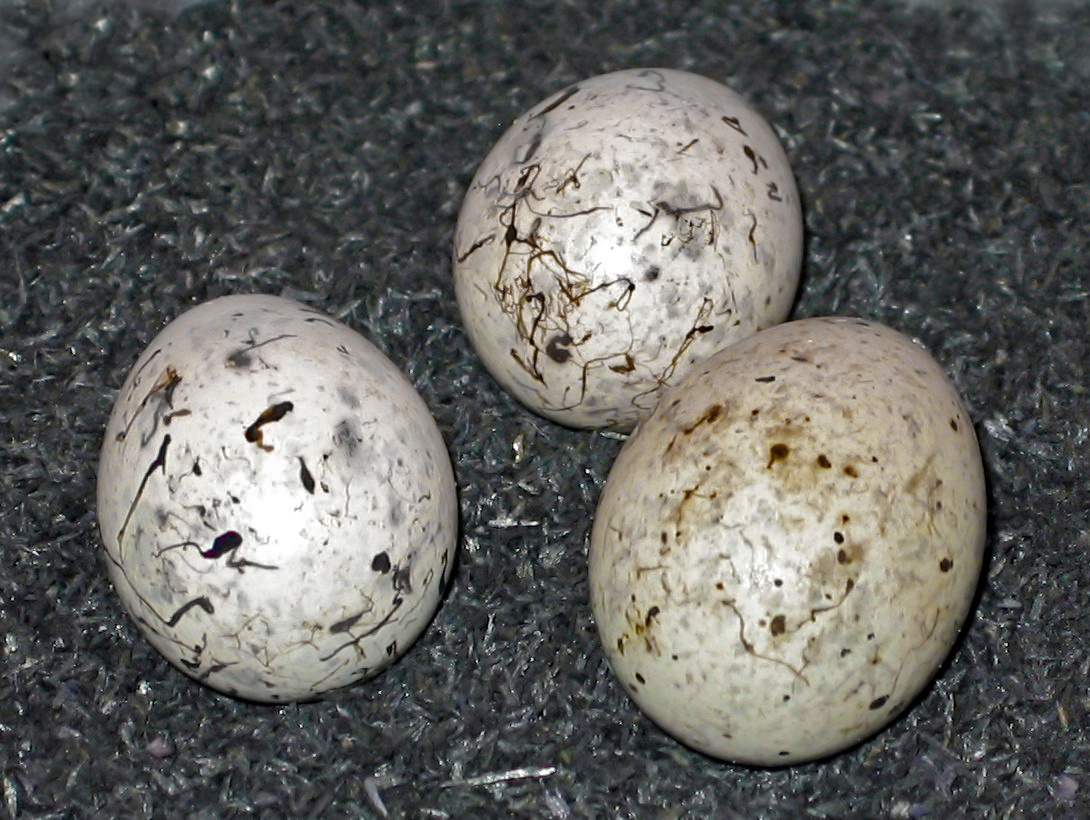
Кукушка (справа) и обыкновенная овсянка
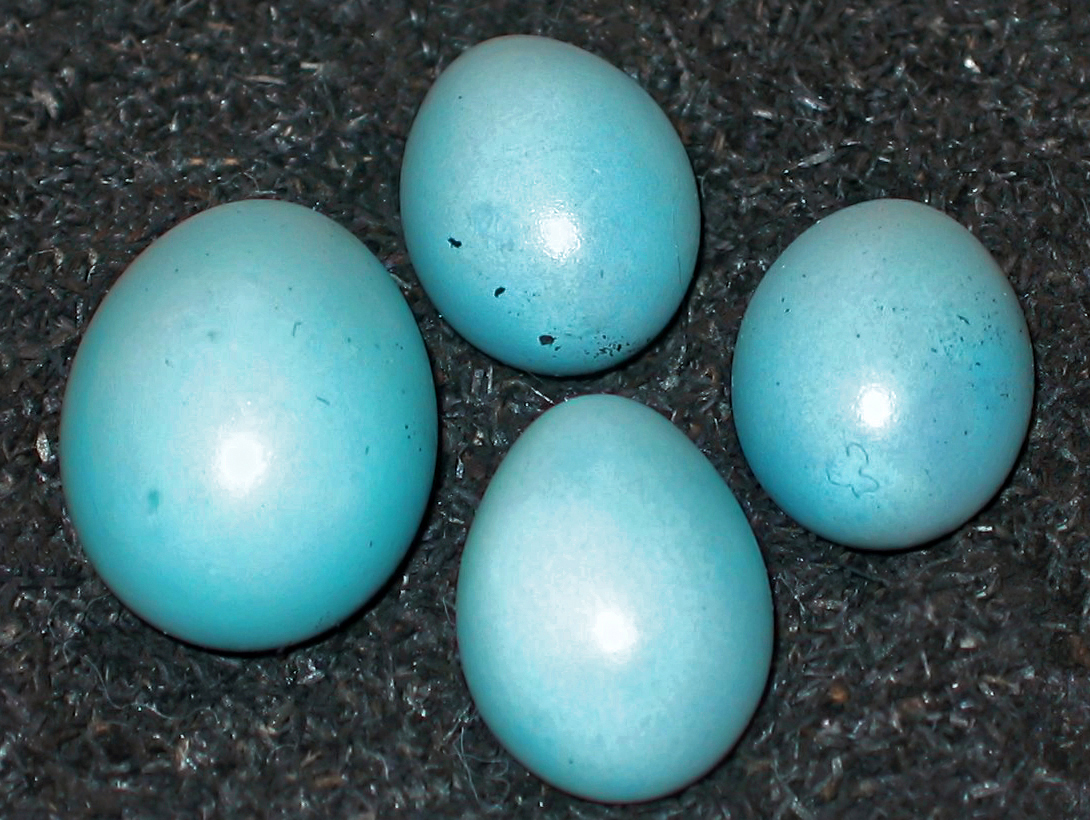
Кукушка (слева) и обыкновенная горихвостка
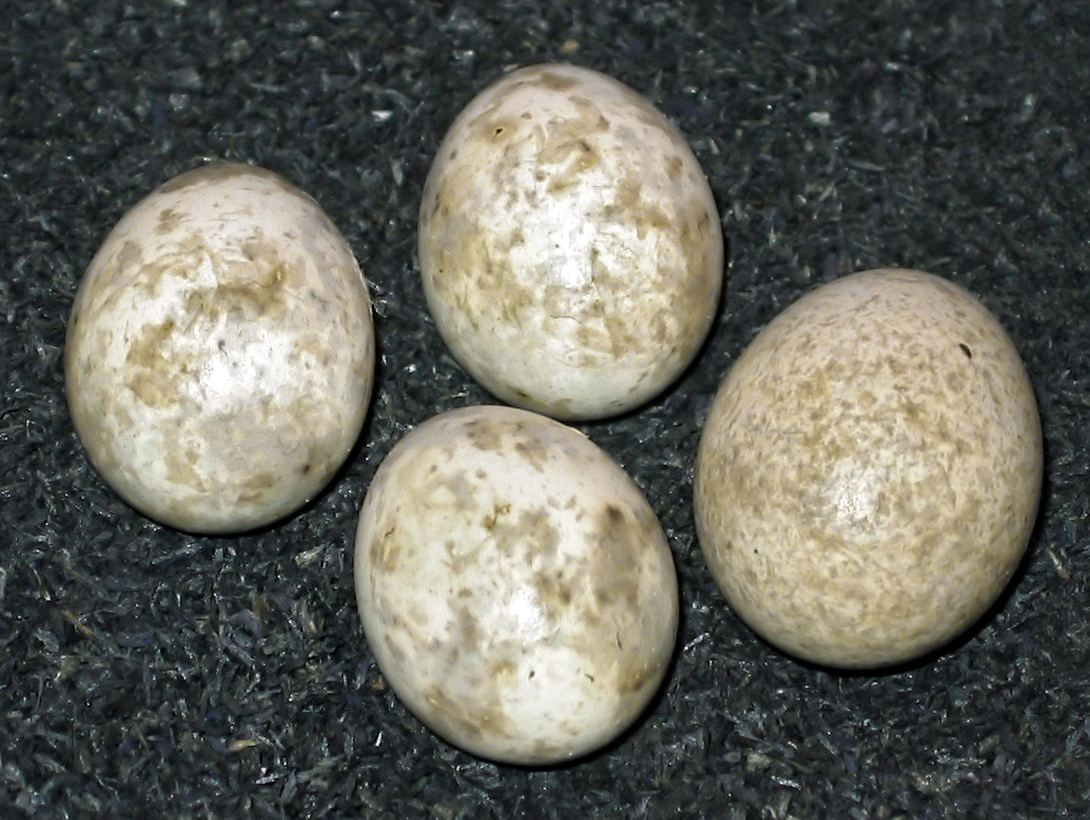
Кукушка (справа) и садовая славка

На рисунках выше, согласно позиции А. Д. Нумерова представлены 5 экологических рас, первая из них не мимикрирующая, а следующие 4 в той или иной степени мимикрирующие. Согласно подходу Мальчевского перед нами яйца представителей 3 или 4 биологических рас. Кукушки, отложившие яйца в гнездо крапивника и жулана, и, возможно, садовой славки относятся к одной расе.